# Сицкий, Андрей Фёдорович
Князь Андрей Фёдорович Сицкий  —  воевода во времена правления Василия III Ивановича и Ивана IV Васильевича Грозного.
Из княжеского рода Сицкие. Третий сын князя Фёдора Петровича по прозванию Кривой. Имел братьев, князей: Александра, Семёна, Юрия Большого, Фёдора, Ивана  и Юрия Меньшого.

## Биография
В 1532 году показан в числе воевод в Галиче и находился воеводой войск правой руки в походе из Чухломы. В 1536 году второй воевода Сторожевого полка в походе к Выборгу, а после третий воевода в Новгороде. В 1540 году велено ему собираться с ратными людьми в Новгороде и быть вторым воеводою Большого полка в Колыванском походе. В 1544 году первый воевода на приступе проезжих ворот Полоцка. В марте 1545 года находился в Казанском походе. В апреле 1549 года воевода в шведском походе.

## Семья
От брака с неизвестной имел сына:
- Князь Сицкий Василий Андреевич (ум. 1578) — воевода и боярин, женат на Анне Романовне Юрьевой-Захарьиной, старшей сестре царицы Анастасии Романовны.